# Alfa Romeo 166
O Alfa Romeo 166 é um automóvel full-size sedans produzido pela fabricante italiana Alfa Romeo desde 1998. É hoje o modelo topo de linha da subsidiária da FIAT.
Contando com um moderno propulsor de 3.0 litros, seis cilindros em V e quatro válvulas por cilindro o carro é capaz de atingir a marca de 100 km/h em 8.6 segundos e velocidade máxima de 243 km/h.
Lançada no Brasil em 1998/1999 foram trazidas apenas as completas, com câmbio automático sequêncial de quatro marchas de última geração que dispõe de funcionamento inteligente, ar condicionado automático/digital e um grande display LCD de cinco polegadas que passa as informações do carro e do sistema de GPS (não funcionante no Brasil).
O consumo de combustível foi aprimorado e as emissões de poluentes reduzidas, de acordo com as mais recentes normas europeias.
Seu design é do italiano Walter De Silva com colaboração do centro de design da Alfa Romeo e que a partir de 2003 sofreu um face-lift, tendo o "cuore sportivo" (grade frontal em forma de coração) aumentada, ficando então semelhante aos demais modelos, 147 e 156.